# Liriomyza bryoniae
Mouche mineuse des feuilles de tomate, Mouche de la bryone
Espèce
Liriomyza bryoniae, la Mouche mineuse des feuilles de tomate ou Mouche de la bryone est une espèce de Diptères de la famille des Agromyzidae.

## Description
Les œufs sont ovales, de couleur crème, et mesurent environ de 0,12 à 0,27 mm.
À son apparition, la larve mesure environ 0,5 mm de long, les téguments sont transparents. Elle prend ensuite une couleur blanc cassé et mesure environ 1 mm. Le tube digestif et son contenu sont alors bien visibles. Elle devient toujours blanc cassé, mais sa tête est jaune et le tube digestif et son contenu, vert-noir. La larve de troisième stade mesure au départ environ 2 mm, puis grandit.
La couleur de la pupre varie entre ocre et marron foncé, ou parfois noir ; elle mesure environ 0,9 à 2 mm.
L'imago est petit, jaune et noir. Sa tête est jaune avec des yeux rouges. Il possède un écusson jaune vif à la face dorsale du thorax. Le mâle mesure approximativement 1,5 mm, la femelle de 2 à 2,3 mm. La femelle présente une tache noire clairement visible sur l’abdomen. La surface ventrale et les pattes de l’adulte sont en général jaune clair.
Le seuil de développement se situe entre 8 °C et 10 °C. Au-dessus de 35 °C, l'insecte arrête sa croissance.

## Répartition
La mouche est une espèce paléarctique, présente couramment à l'extérieur dans le sud de l'Europe, alors que dans le reste de l'Europe et du monde, elle ne se trouve que dans les serres.

## Plantes hôtes
Liriomyza bryoniae fait une mine à long couloir dans les feuilles. En règle générale, la première partie de la mine est située en surface inférieure, la partie ultérieure en surface supérieure. Souvent, les boucles sont si denses qu'il en résulte une tache secondaire. Comme les segments des couloirs de surface supérieure et inférieure se croisent souvent, la mine est un étrange ensemble de taches transparentes. Il n'y a aucune association avec la nervure médiane. Les excréments et la vermoulure sont déposés dans les cordes et fragments de fil. La pupaison se fait hors de la mine ; la fente de sortie se trouve dans l'épiderme supérieur.
La larve se nourrit des feuilles des plantes suivantes :
- Aethionema arabicum (sv)
- Ajuga
- Alisma plantago-aquatica
- Alliaria petiolata
- Amaranthus blitum subsp. oleraceus
- Amaranthus caudatus
- Amaranthus cruentus
- Amaranthus graecizans (de)
- Amaranthus retroflexus
- Anarrhinum (it)
- Anisodus luridus (de)
- Anthyllis vulneraria
- Antirrhinum majus
- Apium graveolens
- Arabis glabra
- Arctium lappa
- Armoracia rusticana
- Artemisia vulgaris
- Astragalus gummifer
- Atriplex calotheca (ceb)
- Atropa bella-donna
- Barbarea vulgaris
- Basella alba
- Benincasa hispida
- Beta vulgaris
- Brugmansia
- Bryonia
- Caiophora
- Callistephus chinensis
- Capparis spinosa
- Capsella bursa-pastoris
- Capsicum annuum
- Cardaria draba
- Celosia
- Centaurea
- Centaurium erythraea
- Centranthus
- Chaenorhinum
- Chenopodium album
- Chorispora tenella
- Chrysanthemum morifolium
- Cichorium intybus
- Cirsium arvense
- Citrullus lanatus
- Cleome spinosa (es)
- Collinsia
- Coriandrum
- Coronilla scorpioides (de)
- Cucumis sativus
- Cucurbita pepo
- Cymbalaria muralis
- Dahlia pinnata
- Datura metel
- Datura  stramonium
- Diptychocarpus strictus (es)
- Eruca
- Erysimum cheiranthoides
- Eustoma
- Galega officinalis
- Galeopsis pubescens
- Galeopsis speciosa (de)
- Galeopsis tetrahit
- Galinsoga parviflora
- Gentiana
- Gerbera
- Gypsophila paniculata
- Heliophila coronopifolia (es)
- Helminthotheca echioides
- Hesperis matronalis
- Hesperis tristis (de)
- Hibiscus trionum
- Hippocrepis emerus
- Hydrocotyle vulgaris
- Hylotelephium spectabile
- Hylotelephium telephium
- Hyoscyamus niger
- Inula conyzae
- Kickxia
- Lactuca perennis
- Lactuca serriola
- Lagenaria siceraria
- Lallemantia (en)
- Lamium album
- Lamium amplexicaule
- Lamium galeobdolon
- Lathyrus japonicus subsp. maritimus
- Lathyrus niger
- Lathyrus tuberosus
- Lathyrus vernus
- Lens culinaris
- Leonurus
- Levisticum officinale
- Linaria purpurea (en)
- Lisianthus
- Lupinus angustifolius
- Lupinus luteus
- Lupinus mutabilis
- Lupinus nootkatensis
- Lupinus  polyphyllus
- Lycium barbarum
- Lycium chinense
- Lycopersicon esculentum
- Malva
- Maurandya scandens (en)
- Medicago scutellata
- Melilotus albus
- Melilotus indicus (en)
- Melilotus italicus (en)
- Melilotus officinalis
- Melilotus wolgicus (en)
- Mercurialis annua
- Polemonium caeruleum
- Primula
- Proboscidea
- Raphanus sativus
- Ricinus
- Salpiglossis
- Saponaria officinalis
- Scrophularia grandiflora (pt)
- Scrophularia nodosa
- Scrophularia vernalis
- Silene chalcedonica (de)
- Sinapis alba
- Sisymbrium officinale
- Solanum dulcamara
- Solanum melongena
- Solanum nigrum
- Solanum tuberosum
- Solanum villosum
- Sonchus asper
- Spergularia
- Spinacia oleracea
- Stellaria media
- Tagetes erecta
- Telekia speciosa
- Thermopsis
- Trifolium hybridum
- Trifolium incarnatum
- Trifolium lupinaster (de)
- Trifolium ochroleucon
- Trifolium pannonicum
- Trigonella caerulea
- Trigonella foenum-graecum
- Tripodion tetraphyllum
- Tropaeolum majus
- Veratrum nigrum
- Verbascum blattaria
- Verbascum creticum (pt)
- Verbascum lychnitis
- Verbascum nigrum
- Verbascum phlomoides
- Verbascum sinuatum
- Verbena hybrida (pl)
- Verbena officinalis
- Vicia benghalensis (de)
- Vicia faba
- Vicia narbonensis
- Vicia villosa
- Withania aristata
- Zinnia elegans

### Dégâts
Liriomyza bryoniae provoque des dégâts considérables en culture de tomates depuis les années 1960. Elle est présente également dans les cultures de poivrons, laitues, melons, chrysanthèmes et Gerbera. La protection chimique contre cet insecte est efficace, mais peut interférer avec la protection biologique contre les autres ravageurs des serres.

## Classification
Le nom valide complet (avec auteur) de ce taxon est Liriomyza bryoniae (Kaltenbach, 1858).
L'espèce a été initialement classée dans le genre Agromyza sous le protonyme Agromyza bryoniae Kaltenbach, 1858.
Liriomyza bryoniae a pour synonymes :
- Agromyza bryoniae Kaltenbach, 1858
- Liriomyza citrulli Rohdendorf, 1950
- Liriomyza hydrocotylae Hering, 1930
- Liriomyza mercurialis Hering, 1932
- Liriomyza nipponallia Sasakawa, 1961
- Liriomyza solani Hering, 1927
- Liriomyza triton Frey, 1945